# Malaxa
De Malaxa is een Roemeense auto gebouwd in 1945 in Reșița, door de fabrieken van de Roemeense tycoon Nicolae Malaxa.

## Geschiedenis
De Malaxa had een luchtgekoelde driecilinder stermotor aan de achterkant, achterwiel aandrijving (heckmotor), en was in staat om 30 pk te ontwikkelen. De topsnelheid lag op 120 km/u. De Malaxa had een hoog niveau wat betreft comfort en kon in totaal zes mensen vervoeren.
De productie werd gestopt omdat de Sovjets besloten om de productie binnen de Sovjet-Unie te verplaatsen. Naar verluidt werd dit gedaan nadat een ambtenaar met hoge rang een ritje had gemaakt met de auto in Sofia, Bulgarije.